# Emblème de la république socialiste soviétique d'Arménie

Emblème de la république socialiste soviétique d'Arménie.

L'emblème de la république socialiste soviétique d'Arménie a été conçu à partir d'un prototype réalisé en 1922 par le peintre Martiros Sarian, et a été adopté en 1937 par le gouvernement de la RSS d'Arménie.
Elle dépeint le mont Ararat, considéré comme le symbole national de l'Arménie. Les raisins indiquent l'Ararat biblique traditionnel, le premier vignoble planté par Noé lors de sa sortie de l'arche en signe de la renaissance de l'humanité. Le blé symbolise la terre et les ressources naturelles de l'Arménie. Le mont Ararat est surmonté par la faucille et le marteau posés sur l'étoile rouge. Sur le bord extérieur sont imprimés les mots « république socialiste soviétique arménienne » en arménien (Հայկական Սովետական Սոցիալիստական Հանրապետություն), tandis que sur un bandeau rouge figure le slogan « Prolétaires du monde entier, unissez-vous ! » en arménien (Պրոլետարներ բոլոր երկրների, միացե'ք) et en russe (Пролетарии всех стран, соединяйтесь!).
L'inclusion du mont Ararat dans l’emblème a entraîné des protestations du gouvernement turc, la montagne étant située en Turquie. Le Kremlin a répliqué en soulignant que le fait que le croissant soit un symbole de la Turquie n'impliquait pas que le pays revendique la lune,.
L'emblème a été remplacé le 19 avril 1992 par les armoiries actuelles de l'Arménie.

Prototype de l'emblème de la RSS d'Arménie.